# Nie myśl o mnie źle
Nie myśl o mnie źle – album solowy polskiego rapera występującego pod pseudonimem Mam Na Imię Aleksander. Wydawnictwo ukazało się 27 września 2013 roku nakładem wytwórni muzycznej Fandango Records. Produkcji nagrań podjęli się Markuszynsky, Eigus, Szatt, Bitykradne, Voskovy, SherlOck, EljotSounds, Stona oraz Emes Beats. Z kolei wśród gości na płycie znaleźli się m.in. Maja Mai i Miuosh.
Nagrania dotarły do 7. miejsca zestawienia OLiS.

## Lista utworów
Opracowano na podstawie materiału źródłowego.
1. „Intro – Young King” (produkcja: Markuszynsky) – 3:38
2. „Skąd On się wziął” (produkcja: Eigus) – 2:38
3. „Tlen” (produkcja: Szatt) – 3:52
4. „Sukces” (produkcja: Szatt) – 3:16
5. „Znamy się” (produkcja: Szatt) – 3:39
6. „Zakochany w życiu na pół gwizdka” (produkcja: Bitykradne, Voskovy) – 2:50
7. „Zaufanie” (produkcja: Markuszynsky, gościnnie: Piotr Rogucki) – 4:14
8. „Dom” (produkcja: SherlOck, gościnnie: Miuosh) – 3:44
9. „Kaskader” (produkcja: EljotSounds) – 3:22
10. „Nie powtarzaj” (produkcja: EljotSounds) – 4:25
11. „Muszę zrobić to sam” (produkcja: Stona, gościnnie: Egotrue) – 3:43
12. „Nie myśl o mnie źle” (produkcja: Szatt, gościnnie: Maja Mai) – 3:18
13. „Zmieniłem się” (produkcja: Emes Beats) – 2:41
14. „Outro – Odpowiedzialność” (produkcja: Emes Beats) – 1:45
15. „Tlen” (remix Voskovy) – 3:40